# 米科拉伊夫 (赫梅利尼茨基區)
49°34′55″N 26°50′26″E / 49.58194°N 26.84056°E

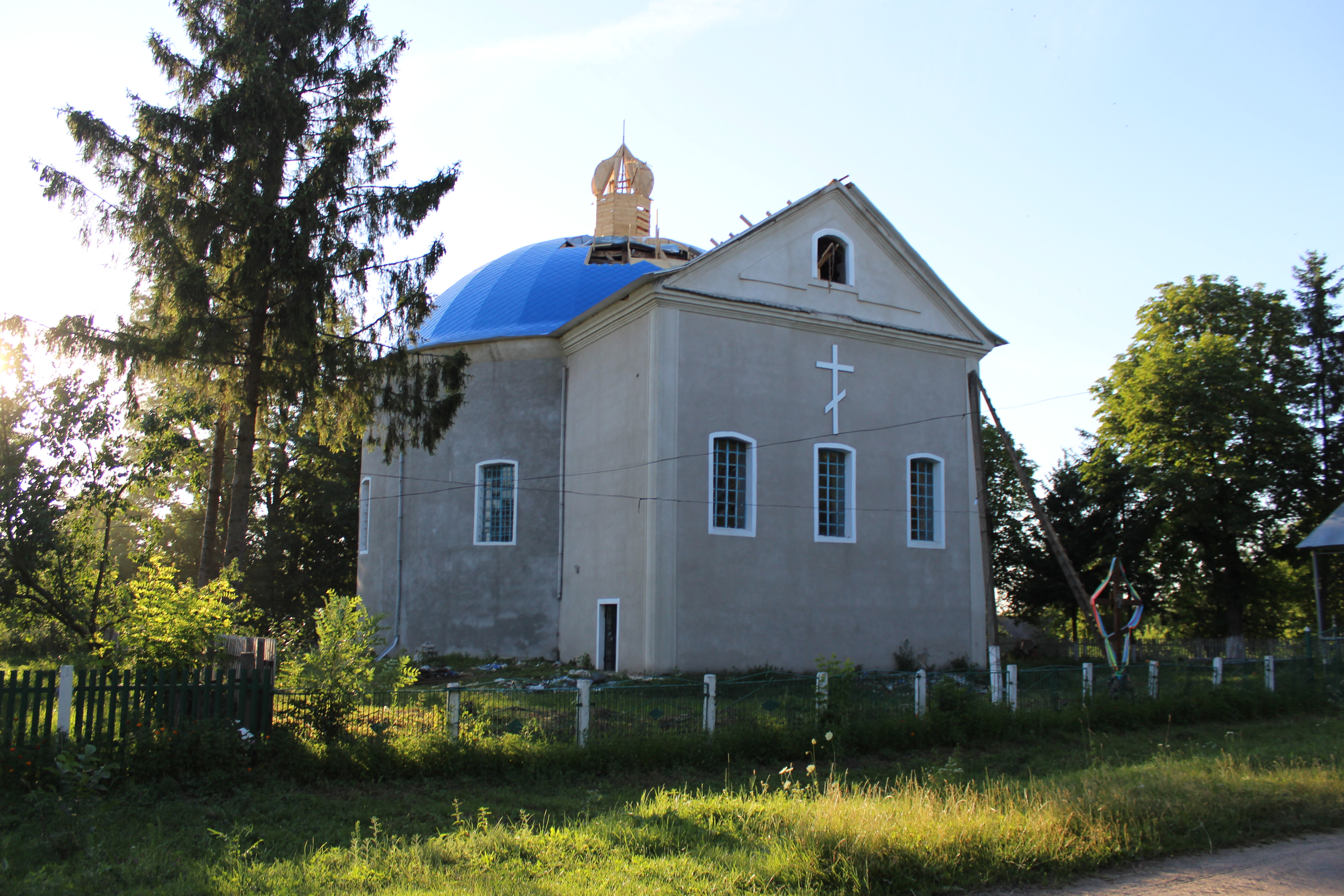
教堂

米科拉伊夫（烏克蘭語：Миколаїв），是位於烏克蘭西部的村莊，由赫梅利尼茨基州裡赫梅利尼茨基區的黑奧斯特里夫市鎮負責管轄。該村處於布佐克河右岸，始建於1555年，面積1.5平方公里，海拔高度294米，2001年人口373。